# Дингир
Дингир (также транслитерируется как diĝir) — клинописный знак, обычно являющийся детерминативом со значением «божество». В качестве детерминатива он не произносится и транслитерируется как надстрочное «D», например, DInanna. В общем, dingir можно перевести как «бог» или «богиня».
Этот знак в шумерской клинописи (DINGIR, DIGIR,  𒀭 ) сам по себе обозначает шумерское слово an («небо») или идеограмму для An, верховного божества шумерского пантеона. В аккадской клинописи этот знак (AN, DINGIR, ) мог быть как идеограммой «божество» (ilum), так и силлабограммой an или ìl-. В хеттской клинописи знак читался как an.
Также стилизованный DINGIR  стал неофициальным символом нетсталкинга.

## Шумерский
Шумерский клинописный знак DINGIR  возник из пиктографического изображения звезды, и обозначал или божество вообще, или шумерского бога Ану. Dingir также мог обозначать небо в противоположность земле ki. В диалекте эмесаль этот знак читался как dimer.

## Аккадский
В аккадской клинописи знак DINGIR мог означать:
- аккадский субстантивный корень il-, означающий «бог» или «богиня»
- бога Ану
- аккадское слово šamû, означающее «небо»
- слоги an и il
- предлог, означающий «в» или «к»
- детерминатив, означающий, что следующее слово является именем бога

## Юникод
В Юникоде (версия 5.0) этому знаку присвоена позиция U+1202D 𒀭 cuneiform sign an.

## Нетсталкинг

стилизованный знак DINGIR в нетсталкинге

Информации о том, как нетсталкеры стали использовать символ DINGIR, мало, но история сводится к тому, что распространился он из-за популярной в сообществе персоны, использовавшей его как аватар. Свой выбор она объясняла тем, что дингир используется для обозначения божества, которого многие нетсталкеры ищут в Сети. Идея поиска Бога в Интернете, вероятно, сформировалась под влиянием аниме "Эксперименты Лэйн", появившегося в эру зарождения нетсталкинга и ставшего одним из символов оного.